# Kissing You (canção de Des'ree)
"Kissing You" (ou "I'm Kissing You") é uma canção escrita pela cantora britânica Des'ree e por Timothy Atack, gravada por Des'ree para a trilha sonora do filme de 1996, Romeo + Juliet. A música toca no filme quando os dois se veem pela primeira vez.

## Versão de Beyoncé Knowles
"Still in Love (Kissing You)" é uma versão da canção lançada por Beyoncé em 2007 e incluída no álbum B'Day Deluxe Edition. Um videoclipe foi incluído no DVD B'Day Anthology Video Album.

### Controvérsias
No dia 22 de Abril de 2007, o álbum B'Day Deluxe Edition e o DVD B'Day Anthology Video Album foram retirados do mercado por causa de uma ação feita por Des'ree. A ação afirmava que Beyoncé tinha permissão para lançar a música "Kissing You", desde que alguns critérios fossem cumpridos, a música não poderia ser usada em um videoclipe e o seu nome deveria permanecer o mesmo.